# Saint-Georges-d'Espéranche
Saint-Georges-d'Espéranche és un municipi francès situat al departament de la Isèra i a la regió d'Alvèrnia-Roine-Alps. L'any 2007 tenia 3.015 habitants.

## Demografia

### Població
El 2007 la població de fet de Saint-Georges-d'Espéranche era de 3.015 persones. Hi havia 1.170 famílies de les quals 300 eren unipersonals (136 homes vivint sols i 164 dones vivint soles), 320 parelles sense fills, 456 parelles amb fills i 94 famílies monoparentals amb fills.
La població ha evolucionat segons el següent gràfic:
Habitants censats

### Habitatges
El 2007 hi havia 1.273 habitatges, 1.185 eren l'habitatge principal de la família, 31 eren segones residències i 58 estaven desocupats. 986 eren cases i 227 eren apartaments. Dels 1.185 habitatges principals, 832 estaven ocupats pels seus propietaris, 323 estaven llogats i ocupats pels llogaters i 30 estaven cedits a títol gratuït; 71 tenien una cambra, 62 en tenien dues, 163 en tenien tres, 338 en tenien quatre i 550 en tenien cinc o més. 983 habitatges disposaven pel capbaix d'una plaça de pàrquing. A 458 habitatges hi havia un automòbil i a 620 n'hi havia dos o més.

### Piràmide de població
La piràmide de població per edats i sexe el 2009 era:
| Homes | Edats   | Dones |
| ----- | ------- | ----- |
| 4     | 95 o +  | 0     |
| 0     | 90 a 94 | 0     |
| 4     | 85 a 89 | 24    |
| 20    | 80 a 84 | 24    |
| 36    | 75 a 79 | 72    |
| 64    | 70 a 74 | 56    |
| 44    | 65 a 69 | 72    |
| 64    | 60 a 64 | 56    |
| 72    | 55 a 59 | 68    |
| 80    | 50 a 54 | 84    |
| 116   | 45 a 49 | 108   |
| 88    | 40 a 44 | 108   |
| 116   | 35 a 39 | 116   |
| 104   | 30 a 34 | 116   |
| 80    | 25 a 29 | 72    |
| 85    | 20 a 24 | 76    |
| 160   | 15 a 19 | 84    |
| 100   | 10 a 14 | 96    |
| 92    | 5 a 9   | 100   |
| 72    | 0 a 4   | 76    |

## Economia
El 2007 la població en edat de treballar era de 1.928 persones, 1.450 eren actives i 478 eren inactives. De les 1.450 persones actives 1.349 estaven ocupades (722 homes i 627 dones) i 101 estaven aturades (51 homes i 50 dones). De les 478 persones inactives 173 estaven jubilades, 191 estaven estudiant i 114 estaven classificades com a «altres inactius».

### Ingressos
El 2009 a Saint-Georges-d'Espéranche hi havia 1.181 unitats fiscals que integraven 3.081,5 persones, la mediana anual d'ingressos fiscals per persona era de 19.470 €.

### Activitats econòmiques
Dels 161 establiments que hi havia el 2007, 1 era d'una empresa extractiva, 4 d'empreses alimentàries, 1 d'una empresa de fabricació de material elèctric, 8 d'empreses de fabricació d'altres productes industrials, 30 d'empreses de construcció, 33 d'empreses de comerç i reparació d'automòbils, 6 d'empreses de transport, 11 d'empreses d'hostatgeria i restauració, 7 d'empreses financeres, 3 d'empreses immobiliàries, 19 d'empreses de serveis, 27 d'entitats de l'administració pública i 11 d'empreses classificades com a «altres activitats de serveis».
Dels 49 establiments de servei als particulars que hi havia el 2009, 1 era una oficina de correu, 2 oficines bancàries, 4 tallers de reparació d'automòbils i de material agrícola, 1 autoescola, 5 guixaires pintors, 2 fusteries, 9 lampisteries, 6 electricistes, 4 perruqueries, 1 veterinari, 1 agència de treball temporal, 7 restaurants, 3 agències immobiliàries i 3 salons de bellesa.
Dels 13 establiments comercials que hi havia el 2009, 1 era una botiga de més de 120 m², 2 fleques, 3 carnisseries, 2 llibreries, 2 botigues de roba, 2 botigues d'equipament de la llar i 1 una floristeria.
L'any 2000 a Saint-Georges-d'Espéranche hi havia 45 explotacions agrícoles que ocupaven un total de 1.160 hectàrees.

## Equipaments sanitaris i escolars
L'únic equipament sanitari que hi havia el 2009 era una farmàcia.
El 2009 hi havia 1 escola maternal i 2 escoles elementals. Saint-Georges-d'Espéranche disposava d'un col·legi d'educació secundària amb 429 alumnes.

## Poblacions més properes
El següent diagrama mostra les poblacions més properes.